# شائكات الرؤوس
شائكات الرؤوس (باليونانية؛ ἄκανθος) هي شعبة من الديدان الطفيلية تعرف باسم مشوكات الرأس، شائكات الرأس، وتتميز بأن لها خرطوماً مسلحاً يُقْلبُ ذا فقرات. 

 تم وصف 1150 نوع تقريبا.